# جیش‌العدل
جیش‌العدل، گروه شبه‌نظامی اسلامگرای سنی و تجزیه‌طلب در استان سیستان و بلوچستان ایران است که با نظام جمهوری اسلامی ایران به مبارزه مسلحانه می‌پردازد. این گروه مسئول چندین حمله و آدم‌ربایی علیه افراد نظامی و غیرنظامی ایرانی است و از سوی ایران، ایالات متحده آمریکا، ژاپن و نیوزیلند به عنوان یک گروه تروریستی شناخته شده است.
گروه جیش‌العدل پس از نابودی جندالله، با سازمان‌دهی تشکیلات و برخی از اعضای آن، شروع به فعالیت و اعلام موجودیت کرد. رهبری این گروه را صلاح‌الدین فاروقی به عهده داشت.
جیش‌العدل از جمله حامیان معارضان در جنگ داخلی سوریه است و یکی از دلایل اقدامات خود علیه جمهوری اسلامی ایران را حمایت از معارضان دولت سوریه اعلام کرده است. این گروه خود را مدافع حقوق سنی‌ها به ویژه در استان سیستان و بلوچستان ایران می‌داند. در سال‌های اولیه تشکیل، مخالفت با «مداخله» جمهوری اسلامی ایران در سوریه هم از سیاست‌های این گروه عنوان می‌شد. جیش العدل با گروه‌های جدایی‌خواه کرد در ایران همکاری کرده است. رسانه‌های دولتی ایرانی عربستان سعودی و ایالات متحده آمریکا را متهم کرده‌اند که از پشتیبانان اصلی این گروهند.

## تشکیلات
جیش العدل سه شاخه نظامی شناخته شده دارد:
گروه نظامی «عبدالملک ملازاده»، گروه نظامی «شیخ ضیایی» و گروه نظامی «مولوی نعمت‌الله توحیدی»
شاخه اطلاعاتی «زبیر اسماعیل زهی» هم در کنار این سه گروه فعال است. زبیر اسماعیل زهی، فرمانده گروه «نعمت‌الله توحیدی» بود، که در جریان یک عملیات نظامی کشته شد.

## فعالیت‌ها و اقدامات

### کشتار مرزبانان ایرانی در سراوان
اعضای این گروه در تاریخ ۳ آبان ۱۳۹۲ اقدام به حملهٔ غافلگیرکننده به یک گشت مرزبانی در منطقه سراوان نمودند که در پی این کمین ۱۴ نفر از اعضای پلیس مرزبانی ایران کشته شدند و ۷ تن دیگر نیز مجروح گشتند. مهاجمان پس از حمله از مرز ایران و پاکستان عبور کرده و در کشور پاکستان مخفی شدند. در بیانیه منتشر شده در وبلاگ رسمی این گروه، علت این اقدام «دفاع از جوانان بلوچ» و همچنین مداخله ایران در جنگ داخلی سوریه عنوان شده است. از میان ۱۴ پلیس مرزبان ایرانی، ۱۲ نفر سرباز وظیفه و ۲ نفر از پرسنل کادر نیروی انتظامی جمهوری اسلامی ایران بودند.

#### اعدام‌های تلافی‌جویانه قوه قضائیه
در ۳ آبان ۱۳۹۲، قوه قضائیه ایران ۱۶ زندانی بلوچ را اعدام کرد و دادستان عمومی و انقلاب زاهدان این افراد را «وابسته به گروهک جیش‌العدل، انصار و سایر گروه‌های شرارت» دانست. حسین ذوالفقاری، رئیس پلیس مرزبانی ناجا در توضیح این اقدام عنوان کرد: «قرار نبود این محکومان به‌طور مشخص در آن روز اعدام شوند؛ حکم آن‌ها از قبل صادر و به تأیید رسیده بود ولی دستگاه قضایی اجرای حکم را متوقف ساخته بود تا شاید بشود آن‌ها را مورد رأفت اسلامی قرار داد. با وقوع حادثه تروریستی سراوان، مسئولان نتیجتاً از رأفت صرف‌نظر کردند.»
اعدام‌های تلافی‌جویانه از سوی مقامات جمهوری اسلامی محکومیت و انتقاد مدافعان حقوق بشر را برانگیخت. سارا لی ویتسون، کارشناس سازمان مدافع حقوق بشر در امور خاورمیانه، در اینباره گفت: «کدام نظام حقوقی اجازه می‌دهد که ۱۶ زندانی به تلافی قتل مأموران مرزبانی اعدام شوند، درحالی‌که هیچ رابطه‌ای با آن ماجرا نداشته‌اند.»
علت ترور «موسی نوری قلعه‌نو» دادستان عمومی و انقلاب شهرستان زابل در ۱۵ آبان ۱۳۹۲ را انتقام از مرگ این ۱۶ تن دانسته‌اند.

### ربودن مرزبانان ایرانی در جکیگور
جیش العدل در بهمن ۱۳۹۲ پنج مرزبان ایرانی را در نزدیکی مرز ایران و پاکستان ربوده و مدتی بعد عکسی از آن‌ها را نیز منتشر ساخت. بعدها گزارش قتل یکی از مرزبانان و تهدیدهای جیش العدل مبنی بر قتل چهار مرزبان دیگر منتشر شد. جیش العدل در مقابل آزادی ربوده شدگان، خواستار آزادی پنجاه عضو زندانی این گروه، دویست نفر از شهروندان سنی مذهب زندانی در ایران و پنجاه نفر از زنان سنی، شده بود که به گفته جیش‌العدل در سوریه در بازداشت سپاه پاسداران بوده‌اند.
۱۹ بهمن ۱۳۹۲ گروه جیش‌العدل ویدئویی را در توئیتر بارگذاری کرد که در آن تصاویری از ۵ نفر مرزبانان ایرانی حاضر در مرز ایران و پاکستان را به نمایش گذاشت که توسط افراد این گروه ربوده شده و به پاکستان برده شده بودند. اسماعیل احمدی مقدم با تأیید این ربایش، موقعیت انجام آن را در منطقه جکیگور معرفی کرد و از پلیس مرزبانی پاکستان به دلیل عدم نظارت بر مرزهای مشترکش با ایران گلایه کرد.
عابد فتاحی، رئیس فراکسیون اهل سنت وقت مجلس شورای اسلامی، به این اقدام جیش‌العدل واکنش نشان داده و اظهار کرد: «جیش‌العدل نه تنها اهل سنت بلکه مسلمان هم نیستند. ما نمایندگان اهل سنت از نیروهای مسلح می‌خواهیم گروهک تروریستی جیش‌العدل را حتی در خاک کشور همسایه پاکستان سرکوب و از بین ببرد. این گونه گروه‌ها که با اقدامات خود به دنبال تفرقه میان شیعه و سنی هستند، مسلمان نیستند.»
در ابتدای اسفند همان سال، مقامات امنیتی ایران و پاکستان توافق‌نامه‌ای را برای اقدامات امنیتی مشترک در طول نوار مرزی به امضا رساندند و پاکستان خود را موظف به تلاش برای بازگرداندن سربازان ربوده‌شده ایرانی دانست.
جیش العدل طی اعلامیه‌ای در تاریخ ۱۵ فروردین ۱۳۹۳ اعلام کرد که با پادرمیانی علمای اهل سنت اقدام به آزادی مرزبانان گروگان خواهد کرد و هدف از این آزادسازی را نشان دادن حسن نیت خود و احترام به علمای اهل تسنن اعلام کرده و خواستار آزادی زندانیان اهل سنت در ایران شد.

#### کشتن یکی از مرزبانان ربوده شده
در تاریخ ۴ فروردین ماه ۹۳ خبر کشته شدن یکی از مرزبانان ربوده شده به نام جمشید دانایی‌فر تأیید شد. جمشید دانایی فر متولد ۱۳۶۶ و یکی از مرزبانانی بود که از چند سال پیش در مرزبانی مشغول به خدمت شده بود.
جیش العدل ظاهراً اقدام به این عمل را در پاسخ به اعدام علی نارویی (برادر یکی از اعضای این گروه) انجام داده است. بان کی مون، دبیرکل وقت سازمان ملل متحد این اقدام جیش‌العدل را محکوم کرد. بان کی مون همچنین ابراز امیدواری کرد تلاش‌های مداوم دولت جمهوری اسلامی ایران برای آزادی دیگر مرزبانان ربوده شده، هرچه سریعتر به نتایج موفقیت‌آمیز برسد.

### حمله  انتحاری به اتوبوس سپاه پاسداران
در ۲۴ بهمن ۱۳۹۷ جیش‌العدل با استفاده از یک خودروی مملو از مواد منفجره، یک حمله انتحاری علیه اتوبوس حامل نیروهای قرارگاه قدس سپاه پاسداران انقلاب اسلامی در جاده خاش _ زاهدان انجام داد. بر طبق آمار سپاه پاسداران، تعداد کشته‌های این حمله ۲۷ نفر و زخمی‌های آن ۱۳ نفر هستند. قرارگاه قدس مدتی بعد از رخ دادن این حادثه، اطلاعیه‌ای در خصوص آن صادر کرد.

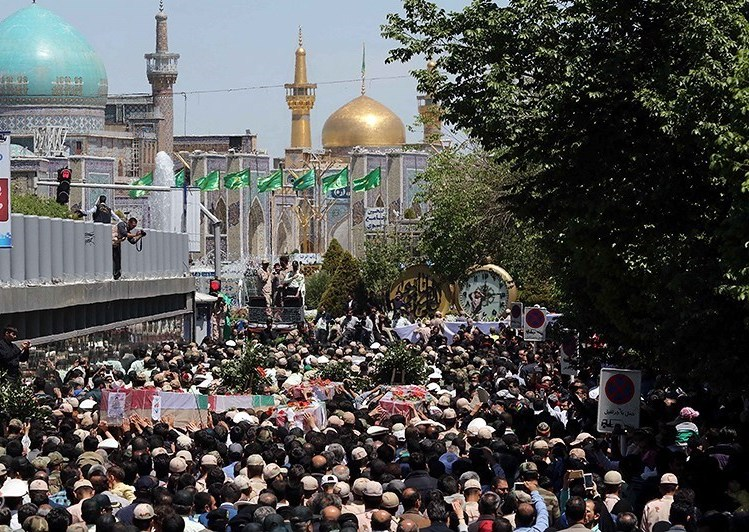
تشییع جنازهٔ کشته‌شدگان حادثهٔ مرزبانی میرجاوه در حرم امام رضا.
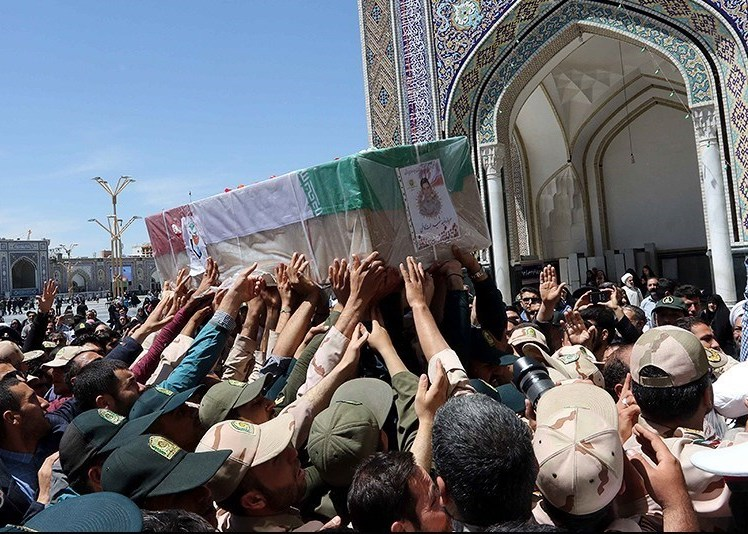
تشییع جنازهٔ کشته‌شدگان در حرم امام رضا

### کشتار ۱۱ نیروی انتظامی در شهرستان راسک
در ساعت ۲ بامداد جمعه ۲۴ آذر ۱۴۰۲ حمله‌ای به مقر فرماندهی نیروی انتظامی در راسک رخ داد که گروه جیش‌العدل با انتشار بیانه‌ای در کانال تلگرامی خود مسولیت این اقدام را بر عهده گرفت. معاون امنیتی و انتظامی استانداری سیستان و بلوچستان در گفت‌وگو با خبرگزاری تسنیم تعداد کشته‌های نیروی انتظامی در این حمله را ۱۱ نفر از افسران ارشد فراجا و سربازان اعلام کرد و رادیو فردا به نقل از منابع محلی از جمله حال‌وش تعداد مجروحان را ۷ نفر برشمرد و از کشته شدن دو عضو این گروه و مجروحیت یک نفر خبر داد. اما این گروه با ادعای کذب بودن اخبار رسمی، در کانال تلگرامی خود مدعی کشتار حداقل ۵۰ نفر از پرسنل نیروی انتظامی و کنترل کامل مقر فرماندهی انتظامی راسک شد.

### اقدامات دیگر
| تاریخ            | شرح عملیات | موقعیت                                                      | پیامد                                                          | توضیحات و ارجاع |
| ---------------- | --- | ----------------------------------------------------------- | -------------------------------------------------------------- | --- |
| ۴ شهریور ۱۳۹۱    | حمله به سپاه پاسداران | جاده نیکشهر - زاهدان                                        | ادعای کشتن ده‌ها پاسدار                                         | [ ۲۶ ] [ ۳۲ ] |
| ۱۸ مهر ۱۳۹۱      | حمله به سپاه پاسداران | نامشخص                                                      | کشتن ۱۰ عضو سپاه پاسداران                                      | [ ۳۲ ] [ ۲۶ ] |
| ۱۵ آبان ۱۳۹۲     | حمله به خودرو دادستان زابل | مقابل بیمارستان «امیرالمؤمنین» شهر زابل                     | مرگ دادستان زابل و زخمی شدن راننده اداری وی                    | مهاجمان پس از متوقف کردن خودروی دادستان زابل، آن را با اسلحهٔ کلاشنیکف به رگبار گلوله بستند. جیش‌العدل ضمن پذیرفتن مسئولیت ترور، آن را به تلافی از اعدام اخیر ۱۶ زندانی بلوچ دانست. |
| ۵ آذر ۱۳۹۲       | حمله به بالگرد متعلق به جمهوری اسلامی ایران                                                                                                   | شهرستان سراوان                                              | سرنگونی بالگرد ایرانی                                          | هرچند منابع دولتی علت این حادثه را نقص فنی عنوان کرده‌اند اما جیش‌العدل ادعا کرد این عملیات را در پاسخ به موشک‌باران خانهٔ ملا عمر شاهوزهی و کشته شدن یک کودک و چندین زن در بلوچستان پاکستان توسط ایران، انجام داد. |
| ۱۶ مهر ۱۳۹۳      | حمله به یک خودروی نیروی انتظامی، مهاجمان سپس خودروی مرزبانان ایرانی را پر از مواد منفجره کرده و آن را در داخل پاسگاه مرزی «آسپیچ» منفجر کردند | نزدیکی شهرستان سراوان                                       | قتل حداقل ۳ مرزبان ایرانی                                      | [ ۵۵ ] |
| ۱۷ فروردین ۱۳۹۴  | حمله به نیروهای مرزبانی با واردشدن از داخل مرز پاکستان و بازگشت به پاکستان                                                                    | در منطقه نگور حد فاصل میله مرزی ۲۳۹ پایین‌تر از جکیگور       | کشتن ۸ تن از مرزبانان نیروی انتظامی                            | [ ۵۶ ] |
| ۲۰ فروردین ۱۳۹۴  | کمین و تیراندازی به پرسنل سپاه پاسداران | دامنهٔ کوه بیرک                                              | مرگ ۲ تن از پرسنل سپاه سیستان و بلوچستان                       | دستگاه قضایی فردی به نام «عبدالحمید میربلوچ‌زهی» را به این اقدام تروریستی متهم کرده و پس از دستگیری، در دی‌ماه ۱۳۹۹ مجازات اعدام را برای او اجرا کرد. |
| ۶ اردیبهشت ۱۳۹۶  | حمله به هنگ مرزی میرجاوه (گروهان چاهندو) با شلیک از داخل خاک پاکستان                                                                          | پاسگاه میل ۱۰۰ در هنگ مرزی میرجاوه                          | کشتن ۹ مرزبان ایرانی، مجروح کردن ۲ تن و گروگان گرفتن ۱ تن دیگر | برای این عملیات از سلاح‌های دوربرد از داخل خاک پاکستان استفاده شده و سه تن نیروی کادری و شش سرباز، که در ساعت هشت شب در حال تحویل پست گشت‌زنی بودند، کشته شدند. ۹ اردیبهشت ۱۳۹۶ دولت ایران اعلام کرد که یکی از مرزبانان (سرباز) این حادثه نزد جیش‌العدل اسیر است. در ۲۴ مردادماه ۹۷، بعد از یکسال و سه ماه و هجده روز، سردار قاسم رضایی فرمانده مرزبانی ناجا اعلام کرد: با تلاش فرماندهی نیروی انتظامی، ستاد کل نیروهای مسلح و دستگاه‌های امنیتی، «سعید براتی»؛ سرباز گروگان گرفته‌شده به ایران بازگشت. |
| ۲۴ مهرماه ۱۳۹۷   | نفوذ به داخل خاک ایران از طریق مرز پاکستان، ربودن مرزبانان ایرانی و بازگشت به خاک پاکستان                                                     | منطقه «لولکدان» در بخش «ریگ ملک» در ۵۰ کیلومتری شهر میرجاوه | به اسارت گرفتن ۱۴ مرزبان ایرانی                                | قرارگاه قدس نیروی زمینی سپاه مستقر در سیستان و بلوچستان در اطلاعیه‌ای اعلام کرد که نیروهای ایرانی با خیانت و تبانی عامل یا عوامل نفوذی ربوده شدند. براساس گمانه‌زنی‌ها این افراد با غذای آلوده مسموم و توسط گروهک جیش‌العدل به داخل پاکستان منتقل شده‌اند. روابط عمومی نیروی زمینی سپاه ۱ آذر ۹۷ در اطلاعیه‌ای اعلام کرد: «در پی تلاش‌های به عمل آمده و رایزنی با طرف پاکستانی، پنج نفر از مرزبانان و بسیجیان بومی ربوده شده، به کشور بازگشتند» اسامی مرزبانان آزادشده عبارت است از: «زبیر بیگی، سعید نوتی‌زهی، رسول گمشادزهی، محمد معتمدی و مهرداد آبار آزاد» بهرام قاسمی، سخنگوی وزارت امور خارجه ایران در نخستین دقایق پنج‌شنبه یکم فروردین ماه ۹۸ از آزادی چهار تن دیگر از مرزبان خبر داد. اسامی مرزبانان آزاد شده به شرح زیر اعلام شد: محمود هرمزی، پدرام موسوی، کیانوش بابایی و عبدالکریم شریفی قرارگاه قدس نیروی زمینی سپاه در اطلاعیه‌ای از آزادی دو تن دیگر از مرزبان گروگان گرفته شده توسط گروهک جیش العدل، در تاریخ ۱۳ بهمن‌ماه ۱۳۹۹ خبر داد. |
| ۱۳ بهمن ۹۷       | حمله به یک ناحیه مقاومت بسیج | نیکشهر                                                      | کشتن ۱ تن از نیروهای سپاه و زخمی شدن ۵ تن                      | [ ۶۷ ] |
| ۱۵ مرداد ۱۳۹۹    | انفجار بمب صوتی | زاهدان                                                      | زخمی شدن ۴ مأمور نیروی انتظامی                                 | جیش العدل در بیانیه‌ای نوشت «فرمانده پایگاه کورین در این حادثه کشته و به سایر نیروها نیز خسارت زیادی وارد شده است.» مقام‌های ایرانی اما گفتند در این حادثه، تنها یک فرمانده سپاه زخمی شده است. |
| ۱۲ اسفند ۱۳۹۹    | حمله به دو خودرو سپاه پاسداران | منطقه کشتگان شهرستان بمپشت                                  | کشته‌شدن ۵ تن و به گروگان گرفته شدن ۳ تن دیگر                   | سپاه پاسداران در بیانیه‌ای اعلام کرد که این حمله به یک خودرو «نیروهای مهندسی سپاه» در بم‌پشت صورت گرفته که یک نفر مجروح و یک نفر نیز مفقود شده است اما منابع دیگر شمار تلفات را در حمله به دو خودرو ۵ تن دانسته و از گروگان گرفتن سه تن دیگر نیز خبر دادند. |
| ۳۰ اردیبهشت ۱۴۰۲ | حمله به مرزبانان ایرانی | برجک مرزی «مزه سر» گروهان مک سوخته، شهرستان سراوان          | قتل ۵ مرزبان ایرانی و مجروح شدن تعدادی دیگر                    | کشته‌شدگان شامل سه سرباز وظیفه و دو کادر مرزبانی بودند. |
| ۱۷ تیر ۱۴۰۲      | حمله به کلانتری ۱۶ زاهدان | کلانتری ۱۶ واقع در کوی شهدای زاهدان                         | کشته‌شدن ۲ مأمور نیروی انتظامی و ۴ فرد مهاجم مسلح               | کشته‌شدگان نیروی انتظامی شامل یک سرباز وظیفه و یک استواریکم کادر بودند. |
| ۱۶ مهر ۱۴۰۲      | حمله به دو پاسگاه انتظامی سیستان و بلوچستان                                                                                                   | نامشخص                                                      | کشته‌شدن ۲ سرباز نیروی انتظامی و زخمی شدن ۷سرباز وظیفه          | کشته‌شدگان نیروی انتظامی شامل ۲سرباز وظیفه بودند. |
| ۲۴ آذر ۱۴۰۲      | حمله به مقر فرماندهی نیروی انتظامی | شهرستان راسک                                                | کشته شدن ۱۱ نفر از افسران ارشد و سربازان و مجروحیت ۷ نفر       | [ ۵۰ ] |
| ۱۶ فروردین ۱۴۰۳  | حمله به مقرهای نظامی و انتظامی | شهرستان‌های چابهار، راسک و سرباز                             | کشته شدن ۱۱ نفر از نیروهای نظامی و انتظامی                     | [ ۷۳ ] |
| ۶ آبان ۱۴۰۳      | حمله به دو واحد گشت انتظامی | منطقه گوهرکوه شهرستان تفتان                                 | کشته شدن ۱۰ نفر از پرسنل کادر و سربازان وظیفه نیروی انتظامی    | [ ۷۴ ] |
| ۴ مرداد ۱۴۰۳     | حمله مسلحانه به دادگستری کل سیستان و بلوچستان                                                                                                 | زاهدان                                                      | کشته شدن ۶ نفر و زخمی شدن ۲۲ تن. کشته‌شدن ۳ مهاجم مسلح          | براساس گفتهٔ جانشین انتظامی سیستان و بلوچستان مهاجمان سه تن با جلیقه انتحاری بودند که قبل از منفجر کردن آن کشته شدند. کشته شدگان حمله شامل دو سرباز وظیفه و دو کادر انتظامی و یک نوزاد بلوچ بودند. |

## قرارگرفتن در لیست سازمان‌های تروریستی
در روز سه شنبه ۲ ژوئیه ۲۰۱۹ وزارت امور خارجه ایالات متحده آمریکا اعلام کرد که جیش العدل را به فهرست سازمان‌های تروریستی اضافه کرده است.